# Acanthosyris
Genre
Classification phylogénétique
Le genre Acanthosyris regroupe des espèces d'arbres d'Amérique tropicale.

## Espèces
- Acanthosyris annonagustata
- Acanthosyris asipapote
- Acanthosyris falcata
- Acanthosyris glabrata